# Calamaria hilleniusi
Calamaria hilleniusi este o specie de șerpi din genul Calamaria, familia Colubridae, descrisă de Robert F. Inger și Marx 1965. A fost clasificată de IUCN ca specie cu risc scăzut. Conform Catalogue of Life specia Calamaria hilleniusi nu are subspecii cunoscute.